# Hauptsacheverfahren
Als Hauptsacheverfahren bezeichnet man im deutschen Zivilprozessrecht, Verwaltungsprozessrecht und Verfassungsprozessrecht das eigentliche (Klage-)Verfahren.

## Inhalt
Von einer Hauptsache bzw. einem Hauptsacheverfahren wird nur dann gesprochen, wenn Nebenverfahren im Rahmen des selbständigen Beweisverfahrens oder des vorläufigen Rechtsschutzes stattfinden. Letztere werden im Eilverfahren behandelt. Das Ergebnis des selbständigen Beweisverfahrens oder des Eilverfahrens entscheidet auch darüber, ob überhaupt ein Hauptsacheverfahren stattfindet. 
Das Hauptsacheverfahren darf nicht mit dem strafprozessrechtlichen Hauptverfahren verwechselt werden.  